# Ju Ming
Ju Ming (en chino: 朱銘; pinyin: Zhū Míng) (Tongxiao, 20 de enero de 1938-22 de abril de 2023), fue un escultor taiwanés. 

## Biografía
Ju Ming nació en la localidad de Tongxiao en Miaoli, Taiwán. Hijo de Ju Li Chi y de Wang Ai.
Alcanzó  fama en Taiwán en la década de los 70s, y en Nueva York en 1983. Ju Ming fue entrenado como tallador de madera, fue aprendiz de Lee Chin-chuan cuando era un adolescente. Él desarrolló su habilidad y lo aplicó a una amplia gama de medios, incluyendo bronce, espuma de poliestireno, cerámica y acero inoxidable.

## Galería

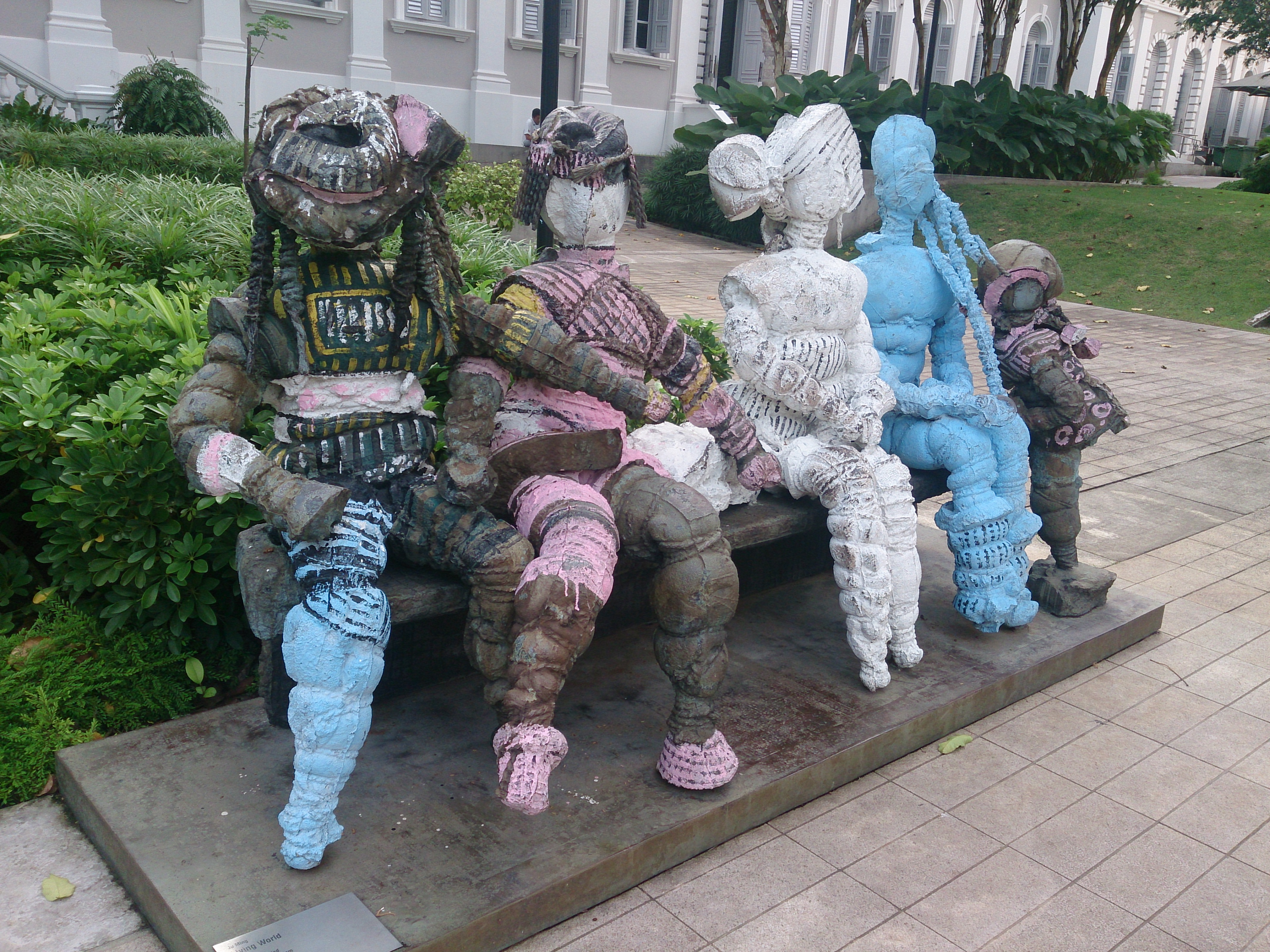
'Living World' de Ju Ming. Permanente muestra externa en el Museo Nacional de Singapur
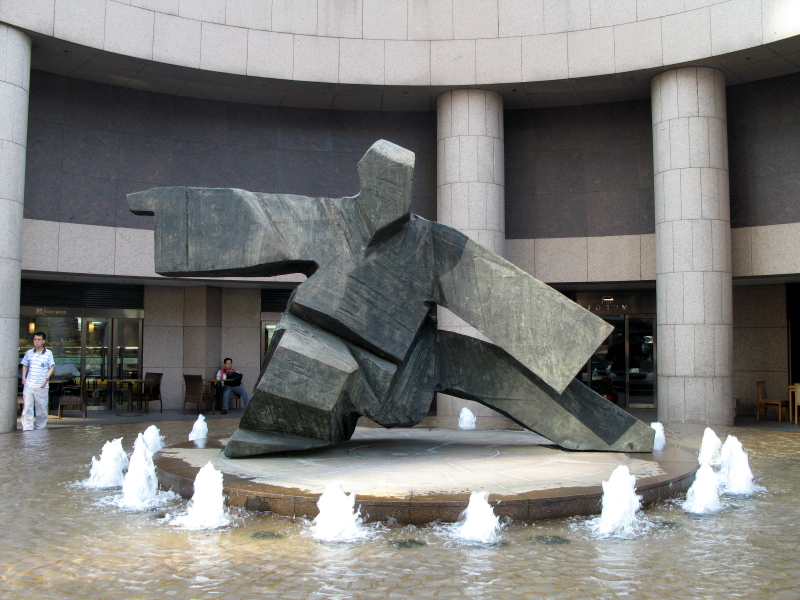
Estatua en Exchange Square de Ju Ming
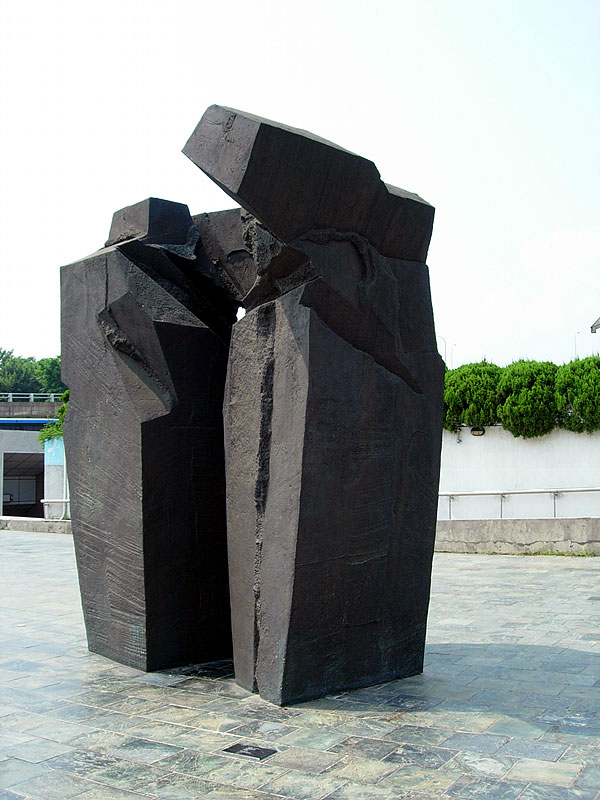
’Taichi Arch’ de Ju Ming
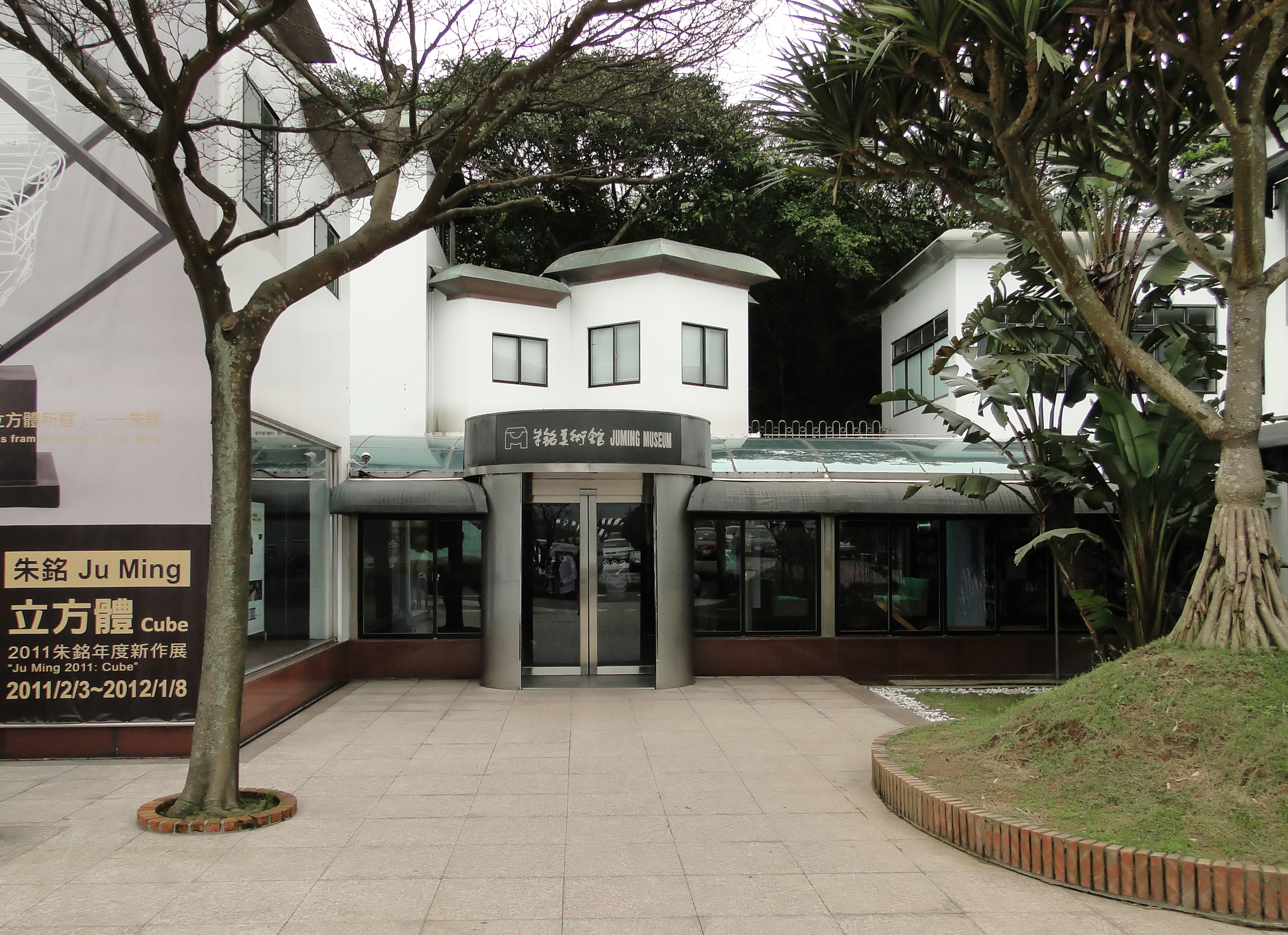
Museo Juming

- Datos: Q714363
- Multimedia: Ju Ming / Q714363